# Einecke
Einecke ist ein Ortsteil der Gemeinde Welver. Das Dorf liegt in der Soester Börde und ist vom Hauptort Welver etwa 5 km entfernt. Es liegt grob im Städtedreieck Hamm – Soest – Werl, etwa 10 km von Soest und Werl und 25 km von Hamm entfernt. Etwa 1 km südöstlich liegt Eineckerholsen.
Am 1. Juli 1969 wurde Einecke nach Welver eingemeindet.

## Name
Schriftliche Erwähnungen über Einecke findet man ab 1240 mit Walraveno de Endeke, um 1280 alleinstehend Endeke. Die Ableitung von einem altsächsischen Namen „Eniko“ (nicht zu verwechseln mit ung. Enikő) wird nach neuerer Deutung verworfen; vielmehr findet die naheliegende Bedeutung kleines Ende (westfälisch etwa: „Endken“ (= Endchen)) Unterstützung.